# Cheilotrichia tristimonia
Cheilotrichia tristimonia là một loài ruồi trong họ Limoniidae. Chúng phân bố ở miền Tân bắc.